# نرتوا
نرتوا رودی است که به دریای آدریاتیک می‌ریزد. این رود از کشورهای کرواسی و بوسنی و هرزگوین می‌گذرد. طول آن ۲۳۰ کیلومتر (۱۴۰ مایل) است.